# Staphylinochrous melanoleuca
Staphylinochrous melanoleuca là một loài bướm đêm thuộc họ Anomoeotidae. Loài này có ở Uganda.